# ملعب يانمار
ملعب يانمار (بالهولندية: Yanmar Stadion) هو ملعب متعدد الأغراض يقع في ألمير بهولندا. يستضيف الملعب مباريات كرة القدم وهو الملعب الرئيسي لفريق ألمير سيتي. تم بناء الملعب عام 2005 بسعة 3000 متفرج. في يناير 2020، أكمل النادي مدرجًا جديدًا، فزادت السعة إلى 4،501. يوفر المدرج مكاتب النادي الجديدة التي تم الانتهاء منها في ربيع عام 2020.